# Puig de les Cogullades
El Puig de les Cogullades és una muntanya de 209,8 metres que és al municipi de Torroella de Montgrí, a la comarca catalana del Baix Empordà.